# Dipropilciklopentilksantin
8-Ciklopentil-1,3-dipropilksantin (DPCPX, PD-116,948) je lek koji deluje kao potentan i selektivan antagonist adenozinskog A1 receptora. On je visoko selektivan za A1 u odnosu na druge tipove adenozinskog receptora, ali poput drugih derivata ksantina on takođe deluje kao inhibitor fosfodiesteraze, i skoro je jednako potentan kao i rolipram u inhibiranju PDE4. On se koristi za studiranje funkcije adenozinskog A1 receptora kod životinja. Utvrđeno je da učestvuje u više važnih funkcija kao što su regulacija disanja i da je aktivan u različitim regionima mozga. Za DPCPX je takođe pokazano da proizvodi bihaviouralne efekte, kao što je povišenje halucinogenih odgovora proizvedenih dejstvom  agonista DOI, i otpuštanje dopamina indukovanog MDMA-om, kao i da formira interakcije sa brojnim antikonvulzivnim lekovima.